# Lasconotus krausi
Lasconotus krausi is een keversoort uit de familie somberkevers (Zopheridae). De wetenschappelijke naam van de soort werd in 1965 gepubliceerd door Yu.